# Комнатов Геннадій Вікторович
Комнатов Геннадій Вікторович (18 вересня 1949 — 1 квітня 1979) — радянський велогонщик.
Олімпійський чемпіон 1972 року в роздільній командній гонці.
Срібний призер Чемпіонату світу з велоперегонів на шосе 1973 (роздільна командна гонка), 1974 (роздільна командна гонка), 1975 (роздільна командна гонка) років.